# Фронт устойчивости Исламской революции
Фронт устойчивости Исламской революции (перс. جبهه پایداری انقلاب اسلامی), сокращенно Фронт устойчивости (перс. جبههٔ پایداری) — политико-идеологическое объединение, которое возникло после событий, связанных с президентскими выборами 2009 года в Иране, а также одиннадцатидневного отсутствия Махмуда Ахмадинежада и «девиантного течения» (скандала, связанного с Эсфандияром Машаи, первым вице-президентом Ирана). Фронт устойчивости Исламской революции был создан 28 июля 2011 года и 23 сентября 2014 года получил разрешение на ведение деятельности в Министерстве внутренних дел Ирана. В этом объединении присутствуют бывшие члены девятого и десятого правительства Махмуда Ахмадинежада, некоторые депутаты парламентской фракции Исламской революции, ряд представителей Штаба Аммар («Гераргахе Аммар») и другие видные политические деятели.

## Принципы Фронта устойчивости
В манифесте Фронта устойчивости, указаны следующие его принципы:
1. Единство вокруг оси Велаяте факих;
2. Антипатия к виновникам мятежа 1388 года (протестов, связанных с десятыми президентскими выборами 2009 года);
3. Антипатия к тем, кто не выразил свою позицию по отношению к мятежу 88 года;
4. Антипатия к «девиантному течению»;

Согласно информации, представленной на официальном сайте Фронт устойчивости Исламской революции создан под руководством и управлением благочестивых факихов с целью консолидации истинных сил, придерживающихся принципа велаяте факих. Данный Фронт был сформирован в целях содействия истинно революционным силам, которые обязаны строго следовать принципам строя Исламской республики, идеалам имама Хомейни и Верховного руководителя аятоллы Хаменеи. Формирование этого Фронта основывается на беспартийном подходе. Фронт формируется на беспартийной основе. Членами Фронта могут быть все, кто показал свою полную приверженность доктрине Имама, не запятнал себя участием в мятеже 1388 года (2009 г.), не умалчивает о своем мнении по отношению к нему и занял открытую позицию неприятия по отношению к разжигателям мятежа, а также все те, кто не согласен с «девиантным течением» и не является членом таких объединений, как прозападное течение Вершителей созидания и нерелигиозных реформаторов.

## Критика в отношении Фронта устойчивости
Данный Фронт критикуется некоторыми СМИ и обвиняется в экстремизме и фанатизме.

## Период одиннадцатого правительства
После прихода к власти в Иране 11-го правительства Фронт устойчивости считается одним из самых жестких оппонентов «Правительства надежды и благоразумия» Хасана Рухани. В Меджлисе депутаты, входящие в состав Фронта, выступают против решений правительства Рухани, в особенности в сфере дипломатии и «ядерного договора» с группой 5+1 (СВПД), и активно критикуют его внутреннюю политику. Члены Фронта в Исламском консультативном совете смогли показать «желтую карточку» нескольким министрам правительства Рухани. Более того, в августе 2014 года, через процедуру интерпелляции был отстранен от должности министр науки, исследований и технологий Реза Фараджидан. Сторонники Фронта проводят многочисленные протестные митинги и демонстрации на улицах Ирана и организуют семинары и конференции, на которых правительство Рухани подвергается критике.